# 크리스 왓슨 (음악가)

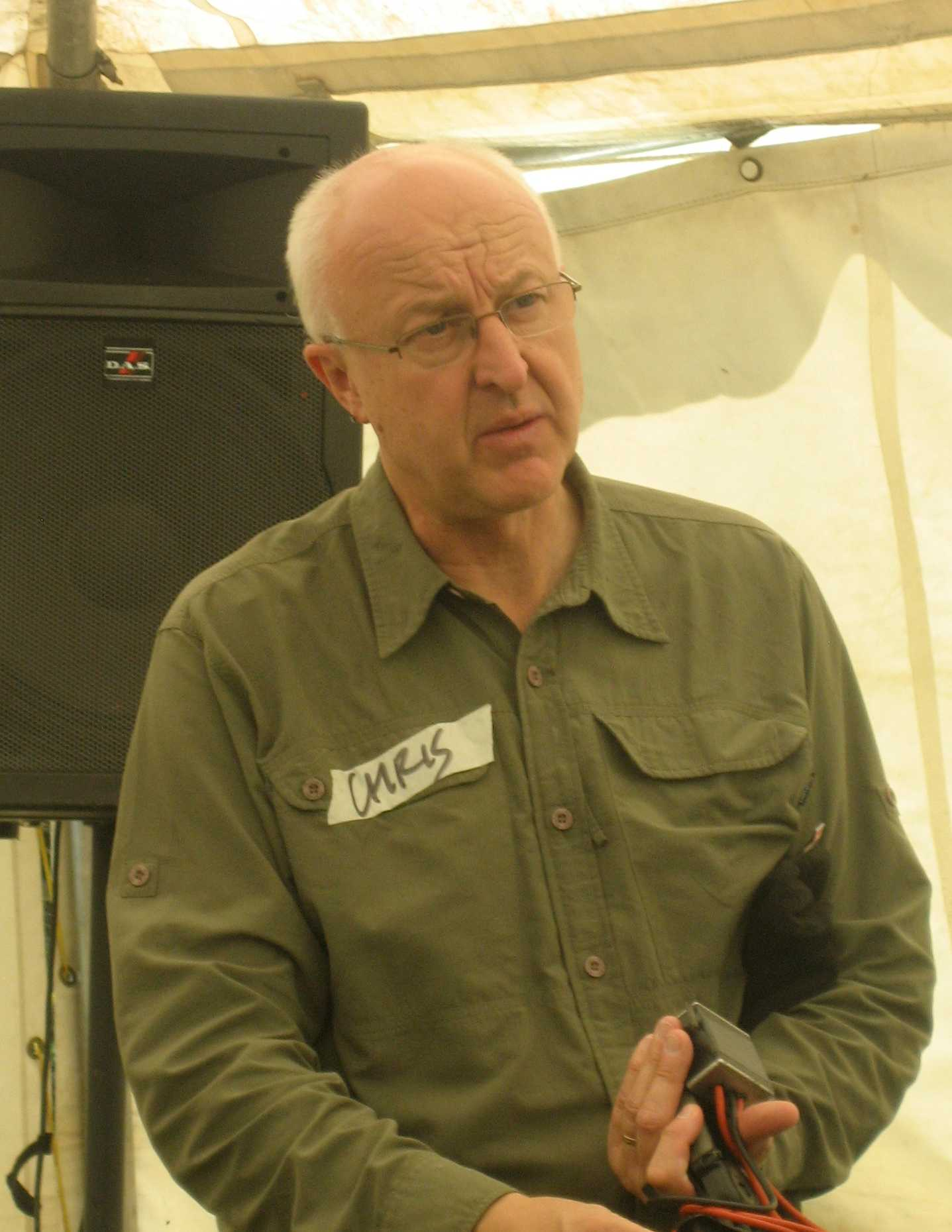
2009년 왓슨의 모습

크리스 왓슨(Chris Watson, 1953년 11월 21일 ~ 현재)은 잉글랜드의 음악가이다. 셰필드에서 결성한 인더스트리얼 밴드 카바레 볼테르의 원년 멤버 중 한 명이며, 1981년부터 텔레비전 다큐멘터리나 실험 음악 협업을 포함한 필드 리코딩을 활용한 음악을 만들었다.

## 생애
왓슨은 셰필드 토틀리의 교외에서 자랐으며, 셰필드에 있는 롤린슨 학교와 스태닝턴 칼리지(현재 셰필드 칼리지의 일부)에 재학했다. 현재는 노섬벌랜드주에서 살고 있다.
왓슨은 2012년 12월부터 2013년 5월까지 더럼 대학교 고등연구소의 정책 및 기업 펠로우로 활동했다.

## 음악
왓슨은 카바레 볼테르의 원년 멤버 중 한 명이며, 나중에 하츨러 트리오를 결성했다. 이후 《Outside the Circle of Fire》, 《Stepping into the Dark》, 《Weather Report》, 《El Tren Fantasma》 등 여러 솔로 음반을 발매했다. 또한 팬 소닉의 미카 바이니오, 필립 젝, 해저드, Fennesz, AER, 바이오스피어, BJ 닐슨, 마커스 데이비슨 등 다른 예술가와 협업한 작품을 많이 발매했다. 이중 많은 녹음이 터치를 통해 밴드캠프에서 발매됐다.
가디언은 2007년 왓슨의 2003년 음반 《Weather Report》를 "죽기 전에 들어야 할 음반 1000장" 중 하나로 선정했다.

## 디스코그래피

### 솔로 음반
- Sunsets wordless recording made at Breachacha on Coll 1994[8]
- Stepping into the Dark (1996, Touch)
- Outside the Circle of Fire (1998, Touch)
- Weather Report (2003, Touch)
- Cima Verde (2008, Fondazione Edmund Mach and LoL Productions)
- El Tren Fantasma (2011, Touch)
- In St Cuthbert's Time (2013, Touch)

### 카바레 볼테르
- Mix-Up (1979)
- Three Mantras (1980)
- The Voice of America (1980)
- Red Mecca (1981)
- 2x45 (1982)

### 기타
- Star Switch On with Mika Vainio, Philip Jeck, Hazard, Fennesz, AER, and Biosphere (2002, Touch)
- Number One with KK Null and Z'EV (2005, Touch)
- Storm with BJ Nilsen (2006, Touch)
- Siren with Alec Finlay Platform Projects # ISBN 0-9546831-7-X [CD EP]
- Cross-Pollination (Chris Watson + Marcus Davidson album) (2011, Touch)
- Oxmardyke with Philip Jeck (2023, Touch)